# 赤滝 (新温泉町)
赤滝（あかたき）は兵庫県美方郡新温泉町(旧温泉町)の赤滝渓谷にある滝。
落差65m、上部が二条で、下部が一条の段瀑とされるが上段は樹木に覆われており、落差100mともいわれる。
氷ノ山後山那岐山国定公園に属する。

## 赤滝渓谷
扇ノ山を源流とする岸田川に刻まれた渓谷で、赤滝をはじめ、ふきだしの滝など多数の滝が点在する景勝地。
赤滝の800m下流で合流する川の上流には霧ヶ滝渓谷があり、こちらにも霧ヶ滝など多数が点在する。
この合流点から赤滝までは、かつてハイキングコースとして整備されていたが、現在崩落したままである。

## 所在地
兵庫県美方郡新温泉町岸田

## 交通アクセス
- JR浜坂駅から全但バスで約50分、「田中」下車、徒歩約60分

## 周辺情報
- 湯村温泉
- 霧ヶ滝渓谷
  - 霧ヶ滝
- おもしろ昆虫化石館
- 小又川渓谷
- 久須部渓谷
- 猿尾滝
- 瀞川平